# Bernard Wall
Bernard Wall (* 1908 in England; † 2. Mai 1974 in London) war ein britischer Schriftsteller, Journalist und Übersetzer.

## Leben
Nach seiner Schulzeit am Stonyhurst College in Lancashire studierte Wall an der University of Oxford und der Universität Freiburg in der Schweiz. Bereits in seiner Jugend wurde Wall in der katholischen Intellektuellenszene aktiv. In den 1930er Jahren engagierte er sich in der katholischen Arbeiterbewegung in London. Dort lernte Wall auch seine spätere Frau Barbara Lucas kennen. Zusammen gründeten die beiden die Zeitung Catholic Worker. 1934 gründete Bernard Wall Colosseum. Obgleich kurzlebig und von geringer Auflage, erhielt Colosseum unter religiös interessierten Intellektuellen rege Aufmerksamkeit. 1934 heirateten Wall und Barbara Lucas. Aus der Ehe gingen zwei Töchter hervor. Ihre Tochter Bernardine wurde später ebenfalls als Schriftstellerin aktiv. Bis zum Ausbruch des Zweiten Weltkrieges lebte die Familie in England, Frankreich, Italien und der Schweiz. 1939 ließ sich die Familie in London nieder.
Nach dem Zweiten Weltkrieg war er einer der Mitgründer des Magazins Changing World. Des Weiteren schrieb er die regelmäßige Kolumne „New Things and Old“ im The Catholic Herald, verfasste Essays und betätigte sich als Übersetzer. Zusammen mit seiner Frau schrieb er 1964 anlässlich des Zweiten Vatikanischen Konzils Thaw At the Vatican. 1969 veröffentlichte er seine Autobiografie Headlong into Change. 1973 gewann er den John Florio Prize der Society of Authors für seine Übersetzung von Wrestling with Christ des italienischen Sprachwissenschaftlers und Schriftstellers Luigi Santucci.

## Veröffentlichungen (Auswahl)
- Spain of the Spaniards (1937)
- European Notebook (1939)
- These Changing Years (1947)
- Headlong into Change (1969)